# Pont Lachapelle
Le pont Lachapelle est un pont routier qui relie Montréal (arrondissement Ahuntsic-Cartierville) à Laval en enjambant la rivière des Prairies. 

## Situation et accès
Il relie ainsi les régions administratives de Montréal et de Laval.

## Caractéristiques
Le pont est en réalité constitué de deux ponts parallèles. Le premier, un pont à poutres cantilever, est utilisé en direction nord et fut construit en 1930. Le second, un pont en arc (par-dessus), utilisé en direction sud, fut construit en 1975. 
Le pont est emprunté par la route 117. Il comporte au total six voies de circulation, soit trois voies par direction. En direction sud, la voie de droite est utilisée comme voie réservée aux autobus et aux taxis à l'heure de pointe, soit du lundi au vendredi de 6 h 30 à 9 h 30. 
On estime que 76 000 véhicules empruntent le pont chaque jour,, soit 27,7 millions de véhicules par année. 

## Origine du nom
Le pont tire son nom de Pascal Persillier, dit Lachapelle, qui géra une compagnie de traversiers à cet endroit à partir de 1830. Il construit un premier pont en bois en 1836, remplacé par une structure métallique en 1882.

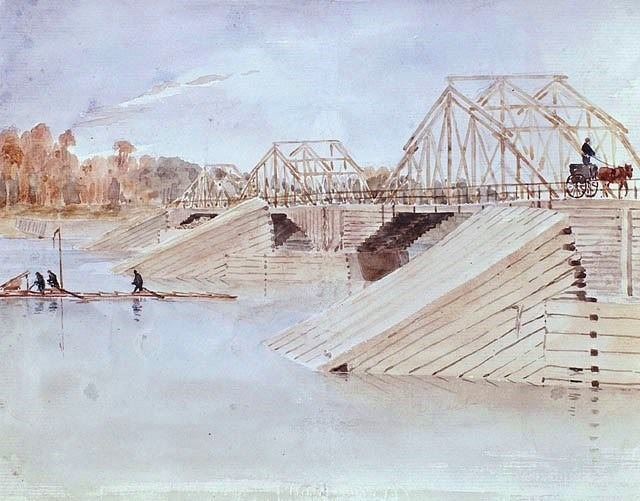
Pont en bois, 1839
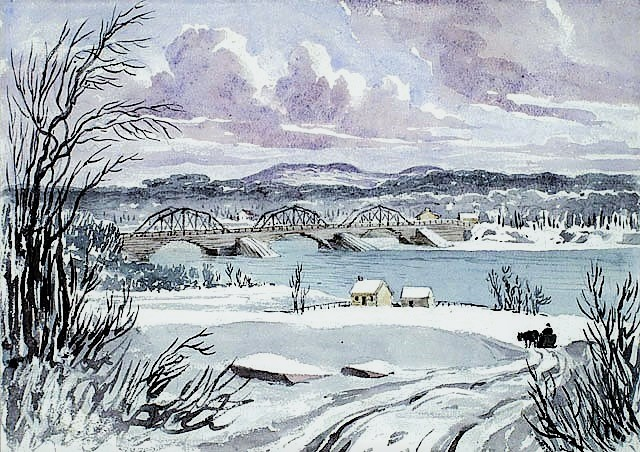

## Historique
Le 20 juillet 1836, le premier pont à franchir la rivière des Prairies est officiellement inauguré. Connu sous le nom de pont Lachapelle, cet ouvrage marque une étape importante dans le développement des infrastructures de transport dans la région de Montréal. Il constitue le premier lien routier permanent entre l'île de Montréal et la rive nord, facilitant les échanges commerciaux et la circulation des personnes.
À l'origine en bois, ce pont est remplacé en 1882 par un pont en acier de type « dos de chameau », puis reconstruit au début des années 1930,.